# Cratichneumon vaccinii
Cratichneumon vaccinii là một loài tò vò trong họ Ichneumonidae.